# Vassända socken
Vassända socken i Västergötland ingick i Väne härad, uppgick 1887 i Vassända-Naglums socken och området är sedan 1971 en del av Vänersborgs kommun, från 2016 inom Vänersborgs distrikt.
Socknens areal var cirka 30 kvadratkilometer.  År 1884 fanns här 1 206 invånare.

## Administrativ historik
Vassända socken har medeltida ursprung. Omkring 1600 bröts Brätte stad och församling ut. 1642 utbröts Vänersborgs stad och Vänersborgs församling.
Vid kommunreformen 1862 övergick socknens ansvar för de kyrkliga frågorna till Vassända församling och för de borgerliga frågorna bildades tillsammans med Naglums socken den gemensamma Vassända-Naglums landskommun. Enligt Kungligt brev av den 29 juli 1887 slogs så jordebokssocknarna samman. Församlingen uppgick 1888 i Vassända-Naglums församling. 
Socknen har tillhört län, fögderier, tingslag och domsagor enligt vad som beskrivs i artikeln Väne härad. De indelta soldaterna tillhörde Västgöta-Dals regemente, Väne kompani.

## Geografi och natur
Vassända socken ligger närmast söder och väster om Vänersborg med Vassbotten och Vänern i nordost. Socknen är en kuperad skogsbygd med mossar.
Nygårdsängens naturreservat är ett kommunalt naturreservat. 

### Vassända kyrka

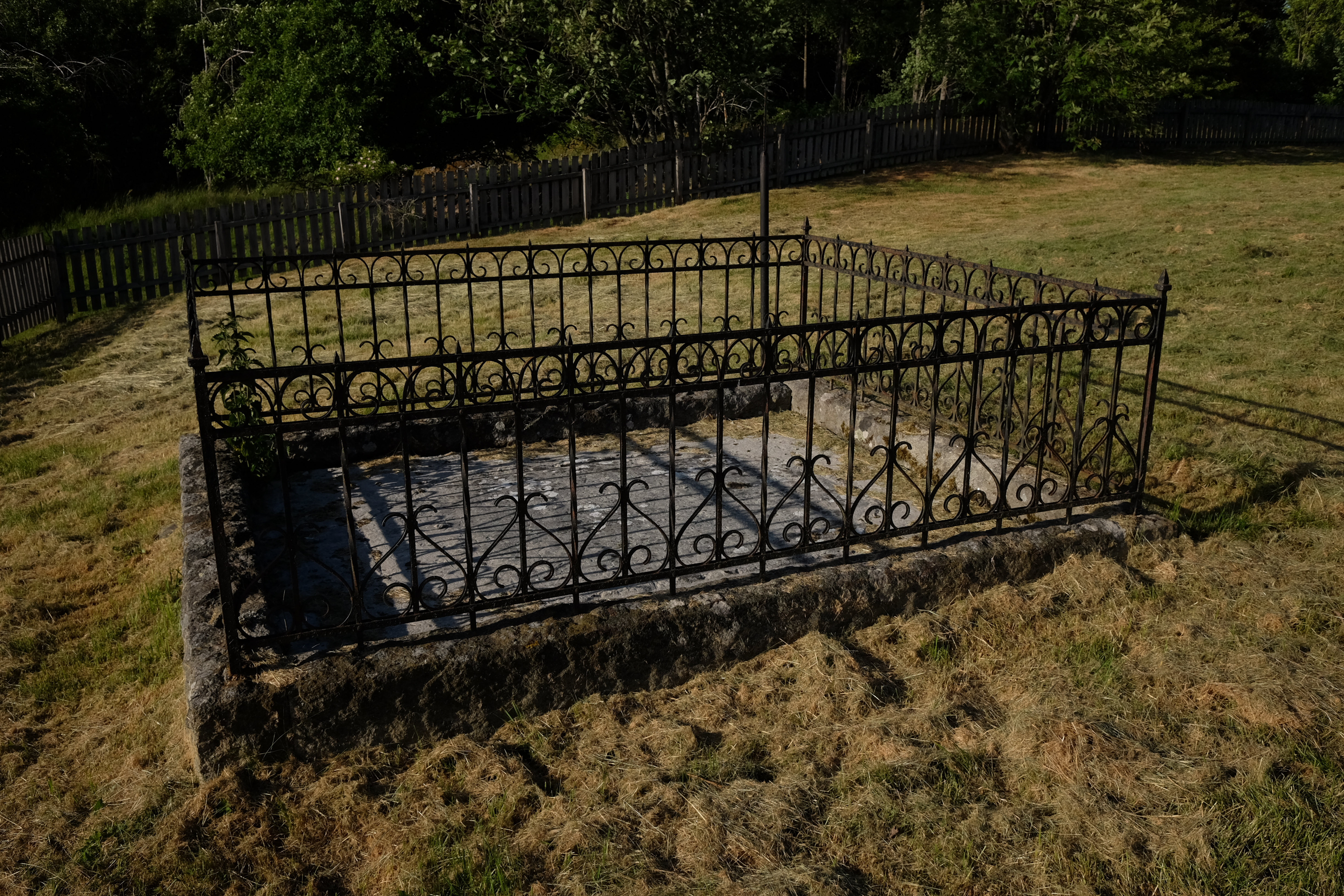
Det som återstår av Vassända kyrkogård är en gravsten över lantmätaren Kruse

Vassända kyrka var placerad vid Vassbotten. Kyrkan övergavs 1800 då den nya gemensamma kyrkan, Vassända-Naglums kyrka, togs i bruk. Ett beslut om sammanslagning av de två församlingarna Vassända och Naglum var taget redan 1792 men det drog ut på tiden eftersom många sockenbor ville behålla sina gamla kyrkor. Kort efter att den nya gemensamma kyrkan tagits i bruk raserades kyrkan i Vassända.
Kyrkan bestod av ett långhus med ett trekantigt kor och ett vapenhus på västra kortsidan. Kyrkan hade inget torn utan klockorna hängde i en stapel.
På den gamla kyrkogården finns det två gravstenar kvar. Den ena är oläslig medan den andra är den grav där lantmätaren Wilhelm Kruse (1674–1739) och hans hustru Christina Beata Labechia vilar. Kruse var den förste som bröt koppar i Dalsland. Han biträdde även Karl XII med förskansningar av Ed och senare Patrick Alströmer med manufakturverket i Alingsås.

## Befolkningsutveckling
Befolkningen ökade från 630 år 1810 till 1 205 år 1880 innan socknen slogs samman med Naglums socken 1887.

## Namnet
Namnet Vassända skrevs på 1200-talet Watns enda och 1397 Wazämndha och innehåller vatten och ända syftande på Vassbotten.